# Giuseppe Bastiani
Giuseppe Bastiani (Macerata, ... – ...; fl. 1594) è stato un pittore italiano del Rinascimento, attivo principalmente nella sua città natale. 
Fu allievo di Gaspare Gasparini e dipinse affreschi nella chiesa di Santa Maria Assunta di Arrone. 